# Cold In May
Cold In May е беларуска рок група, създадена през 2006 г. в Минск. Свири в стил синт рок, а често е определяна и като готик рок и дарк рок. Има издадени 3 албума – 2 на английски и 1 на руски език, както и 2 EP-та.

## История
Групата е основана през 2006 г. като в началото се състои от трима членове – Арс Никонов (Darminder), Сергей Никонов (Grover) и Lars. Cold In May записва свой демо-сингъл, който се разпространява както в Постсъветското пространство, така и в Западна Европа. Формацията набива популярност като участва в различни фестивали в Русия и Украйна. През 2008 г. издават дебютното си EP „Childhood's end“. В анкета на руския готически портал Cold In May попада топ 10 в класацията „Откритие на годината“. Същата година подписват договор с украинския лейбъл Lavina Digital.
През 2011 г. издават дебютния си студиен албум „Gone Away With the Memories“, издаден от Shadowplay records. Албумът получава високи оценки от критиците Заснети са клипове към песните „Malvine“ и „Kill yourself with pain“. Британският музиколог Майк Мърсър споменава групата в своята книга „Music to die for“.
През ноември 2013 г. Cold In May пуска на пазара втори албум, озаглавен „Dark Season“. Албумът е издаден от руската звукозаписна компания SkyQode. Като пилотен сингъл е пусната песента „The Reason“. Според музикантите албумът съчетава в себе си светла печал, тъмна романтика, дълбоки размишления и неугасваща надежда.
Първия си рускоезичен албум Cold In May издава през 2015 г. със заглавие „Холодный мир“. Групат сменя част от състава си и тръгва на турне с нова концертна програма. Премиерата на албума се състои на 12 декември в рамките на фестивала „Syntetic show“. На 8 март 2016 г. Cold In May продължава с песните на руски език, като издава EP „Точка невозврата“, състоящо се от 5 песни. Няколко дни по-късно за първи път са свирени парчета от новото издание в клуб „Алиби“.

## Дискография

### Албуми
- Gone Away With the Memories (2011)
- Dark Season (2013)
- Холодный мир (2015)

### EP
- Childhood's end (2008)
- Точка невозврата (2016)